# Kap Verde i olympiska sommarspelen 2004
Kap Verde i olympiska sommarspelen 2004 bestod av 3 idrottare som blivit uttagna av Kap Verdes olympiska kommitté.

## Boxning
| Idrottare      | Gren          | Sextondelsfinaler        | Åttondelsfinaler     | Kvartsfinaler        | Semifinaler          | Final                | Final            |
| Idrottare      | Gren          | Motståndare Resultat     | Motståndare Resultat | Motståndare Resultat | Motståndare Resultat | Motståndare Resultat | Placering        |
| -------------- | ------------- | ------------------------ | -------------------- | -------------------- | -------------------- | -------------------- | ---------------- |
| Flavio Furtado | Lätt tungvikt | Stewardson (CAN) L 20-36 | Gick inte vidare     | Gick inte vidare     | Gick inte vidare     | Gick inte vidare     | Gick inte vidare |

## Friidrott
Herrar
Bana, maraton och gång
| Idrottare               | Gren    | Heat     | Heat      | Kvartsfinal | Kvartsfinal | Semifinal | Semifinal | Final    | Final     |
| Idrottare               | Gren    | Resultat | Placering | Resultat    | Placering   | Resultat  | Placering | Resultat | Placering |
| ----------------------- | ------- | -------- | --------- | ----------- | ----------- | --------- | --------- | -------- | --------- |
| Antonio Carlos Zeferino | Maraton | i.u.     | i.u.      | i.u.        | i.u.        | i.u.      | i.u.      | 2:36:22  | 78        |

## Gymnastik

### Rytmisk
| Idrottare      | Gren         | Kval     | Kval   | Kval   | Kval   | Kval   | Kval      | Final            | Final            | Final            | Final            | Final            | Final            |
| Idrottare      | Gren         | Tunnband | Boll   | Käglor | Band   | Totalt | Placering | Tunnband         | Boll             | Käglor           | Band             | Totalt           | Placering        |
| -------------- | ------------ | -------- | ------ | ------ | ------ | ------ | --------- | ---------------- | ---------------- | ---------------- | ---------------- | ---------------- | ---------------- |
| Wania Monteiro | Individuellt | 18.050   | 18.550 | 18.400 | 16.900 | 71.900 | 24        | Gick inte vidare | Gick inte vidare | Gick inte vidare | Gick inte vidare | Gick inte vidare | Gick inte vidare |